# یواس‌اس برامبی (اف‌اف-۱۰۴۴)
یواس‌اس برامبی (اف‌اف-۱۰۴۴) (به انگلیسی: USS Brumby (FF-1044)) یک کشتی بود که طول آن ۴۱۴ فوت ۶ اینچ (۱۲۶٫۳۴ متر) بود. این کشتی در سال ۱۹۶۴ ساخته شد.